# Władcy cesarstwa trapezunckiego
Władcy cesarstwa trapezunckiego, wszyscy władcy pochodzili z dynastii Komnenów, używali nazwy Wielki Komnen. Cesarze Trapezuntu stosowali tytulaturę identyczną jak cesarze bizantyńscy. Panowali w latach 1204-1461. 

## Chronologiczna lista cesarzy Trapezuntu
| Cesarz           | Okres panowania | Uwagi                |
| ---------------- | --------------- | -------------------- |
| Aleksy I         | 1204 - 1222     |                      |
| Dawid I          | 1204 - 1214     | współwładca          |
| Andronik I Gidos | 1222 - 1235     | zięć Aleksego I      |
| Jan I            | 1235 - 1238     | syn Aleksego I       |
| Manuel I         | 1238 - 1263     | brat Jana I          |
| Andronik II      | 1263 - 1266     | syn Manuela I        |
| Jerzy            | 1266 - 1280     | brat Andronika II    |
| Jan II           | 1280 - 1284     | brat Andronika II    |
| Teodora          | 1284 - 1285     | siostra Andronika II |
| Jan II           | 1285 - 1297     | ponownie             |
| Aleksy II        | 1297 - 1330     | syn Jana II          |
| Andronik III     | 1330 - 1332     | syn Aleksego II      |
| Manuel II        | 1332 - 1332     | syn Andronika III    |
| Bazyli           | 1332 - 1340     | syn Aleksego II      |
| Irena Paleolog   | 1340 - 1341     | żona Bazylego        |
| Anna Anachutlu   | 1341 - 1341     | córka Aleksego II    |
| Michał           | 1341 - 1341     | syn Jana II          |
| Anna Anachutlu   | 1341 - 1342     | ponownie             |
| Jan III          | 1342 - 1344     | syn Michała          |
| Michał           | 1344 - 1349     | ponownie             |
| Aleksy III       | 1349 - 1390     | syn Bazylego         |
| Manuel III       | 1390 - 1417     | syn Aleksego III     |
| Aleksy IV        | 1417 - 1429     | syn Manuela III      |
| Jan IV           | 1429 - 1458     | syn Aleksego IV      |
| Dawid II         | 1458 - 1461     | brat Jana IV         |

## Genealogia
- Uproszczona genealogia cesarzy Trapezuntu z dynastii Komnenów i ich związków z innymi dynastiami bizantyjskimi: